# أبو العباس العزفي
أبو العباس أحمد العَزَفي السبتي (557 هـ - 633 هـ / 1162م - 1236م) هو فقيه ومحدث وقاضي مغربي.

## مولده ونسبه
وُلد أبو العباس في 17 رمضان 557هـ الموافق لـ30 أغسطس 1162، وهو أبو العباس أحمد بن القاضي أبي عبد الله محمد بن أحمد بن محمد اللَّخمي، المعروف بابن عزفة، وإليها يُنسب، يرجع أصله - على أشهر الروايات - إلى المناذرة اللّخميين من عرب اليمن، ثم استقرّ بعض أفراد أسرته بسبتة، وعرفت هذه الأسرة بالعلم أولا حتى منتصف القرن السابع الهجري، ثم بالعلم والسياسة معا حتى أواخر العقد الثالث من القرن الثامن.

## تعليمه
نشأ في بيت علمي، وكان من جملة شيوخه أبوه القاضي أبو عبد الله محمد بن أحمد قرأ عليه كثيرا، وقرأ القراءات السبع في عشرين ختْمة على المحدث أبي محمد بن عبيد الله الحجري (ت 591هـ)، وقرأ عليه أيضا «موطأ» عبد الله بن وهب، و«الملخّص» لأبي الحسن القابسي، و«التقصي لأحاديث الموطأ» لابن عبد البر، وكثيرا من المسانيد والأجزاء الحديثية، ومنهم ابن حُبَيش (ت 584هـ)، وأبو عبد الله محمد بن جعفر بن حَميد (ت 586هـ)، وأبو القاسم السهيلي (ت 581هـ)، وحدث بالإجازة عن الحافظ ابن بشكوال (ت 578هـ)، وابن خير الإشبيلي (ت 575هـ)، وجماعة من أهل المشرق.

## مناصبه
تولى أبو العباس أحمد الَعَزفي قضاء مدينة سبتة بعد وفاة والده، كما لزم التدريس في جامعها طوال حياته. وقد تصدر للتدريس بجامع سبتة وأصبح مقصودا لأهل الرواية والدراية، ونهل من علمه طائفة من العلماء أبرزهم الأديب الكاتب أبو الحسن علي بن محمد الرعيني الإشبيلي (ت 666هـ)، وإمام أهل النحو في زمانه المقرئ أبو الحسن بن أبي الربيع (ت 688هـ)، والحافظ أبو ابن الأبار القضاعي (ت 658هـ)، وسِواهم من أهل بلده سبتة وغيرها من القادمين إليها، وغدت سبتة في عهده ـ ومن جاء بعده من أبنائه وحفدته ـ منارةً للعلم ونورا للمعرفة وذلك لما عُرف عنه من دماثة الخلق وتمام الورع، مع الثقة والضبط والنزاهة والإتقان.

## التأليف
ترك العزفي مصنفات عدة، أهمها «برنامجه» الحافل الذي صنعه للتعريف بشيوخه ومروياته عنهم؛ رواه عنه تلامذته، وهو إلى حدود اليوم معدود من الكتب المفقودة، وكتاب «الدر المنظم في مولد النبي المعظم» وضعه لما رأى المسلمين يعظمون أعياد النصارى وعوائدهم، ويعتبر أول من دعا إلى الاحتفال بذكرى المولد النبوي في المغرب، لما رأى المسلمين يعظمون أعياد النصارى وعوائدهم، وقد ألّف كتاباً في هذا الشأن سماه: «الدُّر الـمُنَظَّم في مولد النبي المعظم»، لكنه توفي قبل أن يكمله، فأتمه ابنه أبو القاسم أمير سبتة، حُقّق قسم منه بجامعة محمد الخامس بالرباط ولم يطبع. ومن مؤلفاته أيضا «دعامة اليقين في زعامة المتقين» وهو مطبوع، و«منهاج الرسوخ على علم الناسخ والمنسوخ»، وإثبات ما ليس منه بد لمن أراد الوقوف على حقيقة الدينار والدرهم والصاع والمد، وغيرها من المؤلفات.

## وفاته
تُوفي في 7 رمضان 633هـ الموافق لـ16 مايو 1236، ودُفن في مقبرة زكلو إحدى مقابر مدينة سبتة.